# 火箭手
《火箭手》（英語：The Rocketeer）是一部1991年上映的美国超级英雄历险电影，由乔·庄斯顿执导，華特迪士尼影業制作，根据戴夫·史蒂文斯的同名漫画书改编。主要演员包括比利·坎贝尔、詹妮弗·康纳利、艾伦·阿金、提摩西·道尔顿、保羅·索維諾和汀尼·罗恩·泰勒。电影的背景是在1938年的洛杉矶，讲述了一位特技飞行员克利夫·塞科德发现一个可以让他飞起来的飞行包裹的故事。他的英雄事迹随后引起了霍华德·休斯、联邦调查局及纳粹党的注意。
《火箭手》的开发早在1983年史蒂文斯出售电影改编版权时就已开始。导演人选最终确定为乔·庄斯顿以前还考虑过史蒂夫·迈纳和威廉·迪尔。编剧丹尼·比尔森和保罗·德·梅奥与迪士尼公司存在创作理念上的差异，这导致电影一度深陷开发地狱。制片公司还打算更改头盔上的商标设计，迪士尼总裁迈克尔·艾斯纳希望可以直接用一个美國國家航空暨太空總署风格的头盔，但庄斯顿说服他改变了主意。庄斯顿还说服迪士尼让自己选择一位当时默默无闻的男演员比利·坎贝尔来扮演男主角。《火箭手》于1990年9月19日开拍至次年1月22日结束，其中的视觉效果特技部分由工业光魔公司制作。
电影于1991年6月21日上映，获得了评论家的普遍好评，但由于票房上表现不佳因此起初拍摄续集的计划也予以取消。不过到了2012年，又开始有电影人在朝重启的方向努力。

## 剧情
1938年加利福尼亚州的洛杉矶，一伙艾迪·瓦伦泰（保罗·索维诺饰）黑帮成员从霍华德·休斯（特瑞·欧奎恩饰）的工厂偷走了一个休斯设计的火箭包，但他们被联邦调查局探员紧追不舍并在一个小机场内被捕，被捕前一人将火箭包藏在一架飞机中。在机场工作的特技飞行员克利夫·塞科德（比利·坎贝尔饰）和机械师皮维（艾伦·阿金饰）发现了这个神秘的火箭包，他们决定试一试，但皮维警告克利夫牵涉到这一事件中的危险性。与此同时，雇请黑帮偷出火箭包的电影演员内维尔·辛克莱尔（提摩西·道尔顿饰）与瓦伦泰达成了新的协议，辛克莱尔将直接调动这些暴徒去寻找那个火箭包，原来此人竟是一个纳粹间谍。
克利夫的女友简妮·布莱克（詹妮弗·康纳利饰）是一位很有抱负的女演员，这天克利夫到片场去看她时意外引起一场事故，虽然没有造成重大损失，但却导致简妮被解雇，也令两人之间出现了裂痕。克利夫试图告诉女友他发现的火箭包，但没有引起简妮的注意，却意外被旁边的男演员辛克莱尔听到，于是等克利夫走后，辛克莱尔邀请简妮到当地很有名的一家“南海俱乐部”共进晚餐。另一边，当地正举行一场飞行比赛，克利夫本计划用来参赛的飞机已经因为之前暴徒的闯入而严重受损，但是看到自己年长的朋友马尔科姆因为飞机故障而遇险时，他戴上皮维新制作的头盔，装配好火箭包飞上天空，帮助马尔科姆安全着陆。在场的所有观众和记者都看到了这一幕，“火箭手”开始成为各个媒体的头条新闻。
辛克莱尔派出他的心腹洛萨（汀尼·罗恩·泰勒饰）去取回火箭包，洛萨抢到了皮维绘制的详细电路图。FBI探员也看到火箭手的新闻而赶来，克利夫、皮维一起从皮维的家中逃出，但洛萨也趁机溜走。克利夫与皮维一起在当地一家餐馆被几名暴徒抓住，并得知简妮和辛克莱尔有一次晚餐约会，而且辛克莱尔还参与了犯罪活动。餐馆里的众顾客一起制服了暴徒，但火箭包被一颗跳弹打破了一个小孔，皮维于是用克利夫嚼的口香糖暂时将之封好。在南海俱乐部，克利夫差点被瓦伦泰的手下困住，而简妮则在随后的混战中被辛克莱尔绑架。
辛克莱尔将简妮带到自己的别墅并试图引诱对方，但简妮偶然发现了他的真实身份并且打晕了他。但靠着洛萨的帮助，辛克莱尔又抓住了简妮，并给克利夫留下信息，要求对方当晚带火箭包到格里菲斯天文台换取简妮的性命。克利夫发现联邦调查局找上了自己，他刚藏好火箭就被捕了，探员带着他去面见霍华德·休斯。休斯向众人放映了一段从德国偷运出来的短片，原来该国科学家也试图开发这样一种火箭包但没能成功，如果这一技术落入纳粹之手，将被用来大举入侵美国。联邦调查局探员表示他们追踪到好莱坞有一位纳粹间谍，克利夫马上意识到肯定是辛克莱尔。休斯要求克利夫以大局为重归还火箭包，但克利夫表示自己需要它来救出简妮，并在随后成功逃脱，只是在不经意间留下了自己去向的线索。
化身火箭手的克利夫飞到了约定地点，辛克莱尔、洛萨和瓦伦泰一帮人正在等候。辛克莱尔命令对方交出火箭，克利夫于是告诉瓦伦泰这个所谓的名演员竟是一位纳粹间谍。瓦伦泰只是为了钱而卷入，但却不能容忍叛国，于是他和手下转过来对付辛克莱尔。可这个时候辛克莱尔突然大喊了几句德语，招来了躲藏在附近的60个全副武装的冲锋队员将黑帮分子和克利夫团团围住。天文台的上空出现了德国的一艘“卢森堡号”齐柏林飞船，原来以“友好的姿态”来到美国只是在为其秘密执行间谍活动作掩护。正当辛克莱尔要下令开枪时，联邦调查局的人出现了，结果黑帮与政府化敌为友，开始携手对抗纳粹，但混战中辛克莱尔和洛萨还是成功带着简妮登上飞船逃离。
克利夫使用火箭包登上了卢森堡号，而简妮却意外用一支信号枪导致飞船着火。辛克莱尔夺走了火箭包来保命，但却没发现克利夫掰掉了堵住漏洞的口香粮，里面的燃料正不断外泄。于是他背上火箭包后刚刚起飞就爆炸了，并且掉落在好莱坞山上的标志“HOLLYWOODLAND”上还砸毁了最后面的“LAND”四个字母，于是这个标志就成了之后的“HOLLYWOOD”。卢森堡号之后不久也爆炸了，洛萨被火焰吞噬，克利夫和简妮在最后一瞬被开着一架自转旋翼机的休斯和皮维所救。
休斯为感谢克利夫而送了一架全新的比赛用飞机给他，简妮也把自己在辛克莱尔的别墅找到的火箭蓝图拿给皮维，皮维觉得自己还能进行一些改进，做出一个更好的火箭包。

## 主要演员
- 比利·坎贝尔饰克利夫·塞科德（Cliff Secord，火箭手）
- 詹妮弗·康纳利饰简妮·布莱克（Jenny Blake）
- 艾伦·阿金饰机械师皮维（A. "Peevy" Peabody）
- 提摩西·道尔顿饰内维尔·辛克莱尔（Neville Sinclair）
- 特瑞·欧奎恩（英语：Terry O'Quinn）饰霍华德·休斯
- 汀尼·罗恩·泰勒（英语：Tiny Ron Taylor）饰洛萨（Lothar）
- 保羅·索維諾饰艾迪·瓦伦泰（Eddie Valentine）[8]

## 制作

### 发展
漫画书作家、艺术家戴夫·史蒂文斯于1982年创作了“火箭手”，他立即意识到这个角色将成为电影改编作品的一个理想主角。1983年，史蒂夫·迈纳从史蒂文斯手中购买了电影版权，但由于偏离原本的创作理念太远，版权之后又回到了史蒂文斯手中。1985年，史蒂文斯给予编剧丹尼·比尔森和保罗·德·梅奥一个免费的《火箭手》期权，史蒂文斯喜欢“他们对《火箭手》创作的理念，用合适的对话和氛围发自内心地向20世纪30年代深情地致敬。大多数人只会以充满现代感的方式来理解我的角色，但丹尼和保罗看到了其中战前年代的痕迹。”
史蒂文斯、比尔森和德·梅奥开始时打算将《火箭手》拍成一部低成本的黑白片，请独立投资者出资。他们计划大量启用个性演员，并向1950年代的“科迪中校”系列电影致敬。同年三人联系了威廉·迪尔来共同担任编剧并出任导演一职，不过四人最终还是放弃了这个低成本的方案。比尔森·德·梅奥和迪尔保留了漫画书上的基本剧情，但新增了一些好莱坞的元素以及高潮戏段与纳粹的大战。他们还调整了克利夫女友的职业和外型，以避免这一角色与史蒂文斯最初的灵感来源，裸体模特儿贝蒂·佩吉过于类似，角色的名字从贝蒂改为简妮，职业也从裸模换作好莱坞的临时演员，这样的改动也让电影可以适合更广的观众面。迪尔还将高潮戏段的发生地从一艘潜艇改为一架齐柏林飞船。
史蒂文斯、比尔森、德·梅奥和迪尔于1986年开始向各个大型电影制作商推销《火箭手》，但都遭到了拒绝。对此史蒂文斯解释道，“那是1986年，像《蝙蝠侠》、《迪克·特雷西》这些类似的电影都还远远没有问世。”“在那个时候，没有哪家公司会对一部昂贵的漫画改编电影有任何兴趣。我们早了整整三年！”最终迪士尼公司接受了《火箭手》，因为他们相信这部电影有推动玩具等周边广告商品销售的潜力。史蒂文斯等4人都签订了可以拍摄《火箭手》三部曲电影的合约，电影原计划将以迪士尼旗下试金石影业的名义发行。但是，迪士尼总裁杰弗瑞·卡赞伯格决定将影片改为直接以華特迪士尼电影公司的名义发行，据史蒂文斯所说，“贝蒂或是任何其他‘成人’性质的内容立刻就被扫地出门了。他们真是很想把电影拍得更适合儿童观看，以便能推销玩具。到头来他们真正想要的还是一个名声。”
迪士尼的高管起初希望电影以现代作为背景，因为担心一个久远的年代可能无法吸引大批的观众。不过比尔森和德·梅奥举出《印第安纳·琼斯》三部曲的例子来证明，影迷同样会喜欢一部1930年代背景的冒险片，公司最终同意了他们的意见。比尔森和德·梅奥向迪士尼提交了7页的电影大纲，但公司却开始对之进行了无穷无尽的改写。在多年的时间里，迪士尼解雇又重新聘请了比尔森和德·梅奥三个轮回。德·梅奥对此解释道，“迪士尼觉得剧本需要有一个不同的立意，这意味着要另觅人选。但改写后的剧本他们都不满意，所以到头来总是要让我们回来。”
公司对剧本反复地修修补补也让人感到厌烦和沮丧，德·梅奥表示：“高管们会把那些三个月前已经去除的台词又加回来，还有那些两年前决定不要的场景也是如此。这有什么意义？”比尔森和德·梅奥在这几年中对剧本作出的一个比较大的改动就是避免将简妮刻划成又一个“遇险女子等待英雄求援”的刻板形象，让克利夫与简妮之间的浪漫感情更真实可信。项目连续多次的延误最终迫使迪尔放弃了导演一职，而漫画原著的粉丝乔·庄斯顿得知迪士尼公司拥有电影版权后马上就自荐来执导，迪士尼也很快就聘请了他，电影的前期制作于1990年初开始。经过比尔森和德·梅奥的第三次彻底改写，公司终于准许了《火箭手》开拍。
对内维尔·辛克莱尔一角特征的描述是以电影演员埃罗尔·弗林为灵感，或更准确地来说，是根据传记作家查尔斯·海曼对弗林未经授权传记中的描写，书中作者断言弗林是一个纳粹间谍。电影中的辛克莱尔同样是电影演员，同样是因出演剑侠出名，而且还是个纳粹的秘密间谍。海曼撰写的弗林传记直到1980年代末才出版，辛克莱尔身为一个纳粹的形象也在剧本反复进行改写后得到保持。另外一个来自现实生活中的角色则是霍华德·休斯。

### 演员
选择由誰出演男主角克利夫·塞科德的过程十分繁复，迪士尼高管杰弗瑞·卡赞伯格甚至曾让公司当时一位名叫凯瑞·柯克帕特里克的编剧参加该角色的试镜。公司最初考虑的是凯文·科斯特纳和马修·莫迪恩，但两人都腾不出档期。丹尼斯·奎德、库尔特·拉塞尔、比尔·帕克斯顿和艾米利奥·艾斯特维兹都曾参加该角色试镜。约翰尼·德普是迪士尼的首选，之后帕克斯顿表示他“差一点点”就得到了这个角色，而文森特·诺费奥则直接拒绝出演，于是选择演员的工作仍然要继续。
选择比利·坎贝尔出演克利文·塞科德的决定引起了迪士尼高层的复杂反应。导演乔·庄斯顿和原著作者戴夫·史蒂文斯相信坎贝尔是该角色的完美人选，但迪士尼希望找一位一线演员，不过庄斯顿最终说服了公司。坎贝尔得到出演机会时对这套漫画小说并不熟悉，但他很快就找来阅读。他还通过聆听1940年代的音乐作品来做准备。坎贝尔有飞行恐惧症，不过在电影的空中协调员克雷格·霍斯金的帮助下成功克服。最终，工业光魔公司的木偶操作师汤姆·圣阿曼德设计了一个比例模型，用来拍摄所有有火箭包的镜头。
女主角简妮的人选曾考虑过雪琳·芬、凯利·普雷斯顿、戴安·琳恩和伊丽莎白·麦戈文，但最终入选的是詹妮弗·康纳利。坎贝尔与康纳利之间的合作关系最终还在两人间擦出了感情的火花，约翰逊发现这有着方法演技的妙处，有助于表现两人在银幕上的化学反应。对赛科德的搭档皮维一角，戴夫·史蒂文斯原本希望能请到劳埃德·布里奇斯出演，但对方拒绝了这个角色，于是之后选择的是艾伦·阿金。大反派内维尔·辛克莱尔一角先后则先后联系过杰瑞米·艾恩斯和查里斯·丹斯，最终提摩西·道尔顿同意出演，他当时还正是007系列电影中男主角詹姆斯·邦德的扮演者。黑帮老大艾迪·瓦伦泰一角最初编写时心目中的理想人选是乔·佩西，但他也拒绝也这一角色，所以最终选择的是保罗·索维诺。

### 拍摄
《火箭手》的主体拍摄工作于1990年9月19日展开并持续至1991年1月22日，其中格里菲斯天文台的拍摄是在1990年11月进行。由于天气和机械故障方面原因，电影拍摄超期了50天。原著作者戴夫·史蒂文斯与导演乔·庄斯顿，制作经理伊恩·布莱斯（Ian Bryce）形成了一个同盟，希望可以尽可能地稳固对艺术创作的主控权。迪士尼公司对史蒂文斯的参与毫不热心，对此史蒂文斯表示，“我一天到晚都呆在片场，从前期到后期制作都是如此！一开始我还必须要努力证明我的确是在为电影作贡献，而不是为了自己的一点私利。”
原定的制作预算为2500万美元，后因迪士尼对拍出的样片感到满意于是上涨到了4000万美元。庄斯顿对此表示：“他们意识到这是一部比预计会更有所作为的电影，所以他们批准了超支，情况并没有彻底失控。”剧组使用了位于加利福尼亚州圣玛丽亚机场的一段二战期间的废弃跑道，来拍摄片中虚构卓别林空军基地的镜头，此外还有一些镜头是在贝克斯菲尔德拍摄的。片中一场高空戏段动用了700名来自圣玛丽亚的临时演员和25架老式飞机。空中协调员克雷格·霍斯金在接受采访时说：“《火箭手》的特别之处在于，其中有多架已经多年没有飞行过，独一无二的飞机。”这里面还包括一架1916年的老式标准双翼机。片中克利夫救下飞机出现故障的马尔科姆这场戏与史蒂文斯的漫画原著一模一样，为电影拍摄而制作的一种老式飞机复制品相比原作进行了很大的改动，其机身进行了扩展，翼展也更长。这都是因为这种飞机有着“危险”的名声，因此需要这些改动来让其更加安全。另外一些空中镜头不但包括真正的老式飞机，同时也包括使用电影成像或是比例模型制作的特技镜头。

### 设计

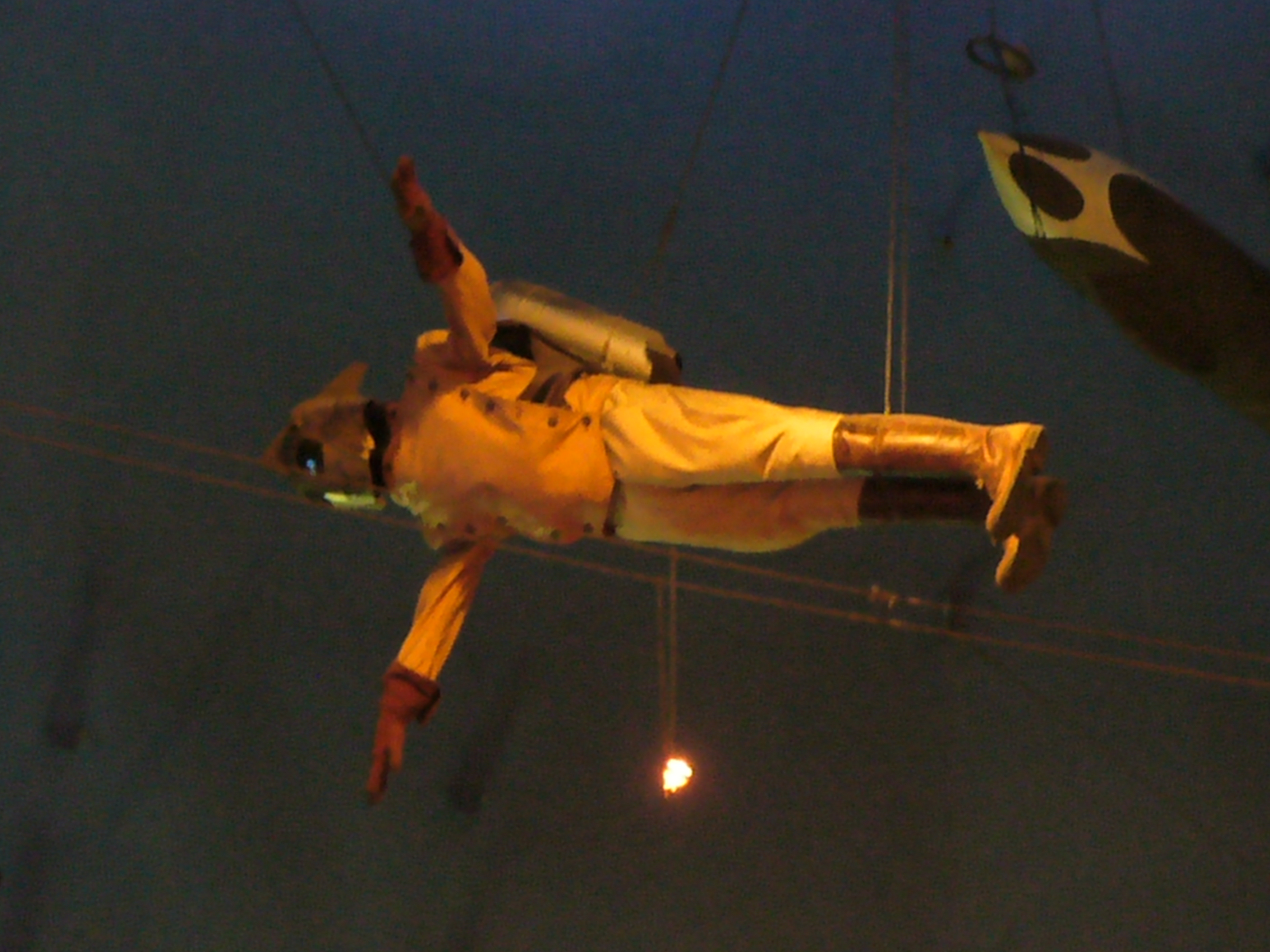
一套正在展示的火箭手制服

史蒂文斯将自己那个时期所有有关火箭手的资料库都交给了电影的艺术指导吉姆·比塞尔（Jim Bissell）及其两位手下，包括机库和看台的蓝图，旋翼机的建设和原理图，以及片中一家咖啡厅的图纸和照片，这家名为“斗牛犬”的咖啡厅是1920年代真实存在的。史蒂文斯之后回忆道，片中使用的制服等物品，“直接就是根据我的资料设计并制造的”。迪士尼总裁迈克尔·艾斯纳一开始希望把火箭手的头盔换为直接采用一个国家航空航天管理局风格的头盔，不过导演以退出电影制作相要胁，而迪士尼还是制作了多个不同的头盔，但都被庄斯顿拒绝，之后公司也改变了主意。史蒂文斯请导演给他一星期的时间来设计一个好头盔，他与自己认识的一位雕塑家合作，把电影中的几位主要特技演员的头型和自己的草图结合予以思考，他们最终制作出了一个头盔，导演对其很满意，认为从任何一个角度看都很合适。
化妆师里克·贝克以兰道·哈顿的形象为灵感利用假股化妆技术塑造了洛萨的形象，该角色由汀尼·罗恩·泰勒扮演。

### 视觉效果
《火箭手》一片的视觉特技由乔治·卢卡斯的工业光魔公司制作，曾因《谁陷害了兔子罗杰》获第61届奥斯卡金像奖视觉效果奖的肯·拉斯顿（Ken Ralston）担任视觉效果总监。乔·庄斯坦在成为电影导演前曾在这家公司担任艺术指导和模型制作，参与过《星球大战》三部曲和《夺宝奇兵》的特技制作。庄斯顿坚持要有一个副真的火箭手飞行效果，工业光魔公司为此制作了一个栩栩如生的克利夫·塞科德真人模型，配合一个45.7厘米高的塑像将动态和静态镜头一起拍摄，制造出动态模糊的效果。片中的空中马戏团这场戏也将真人动作和定格动画结合使用，并采用了加速声画剪辑效果。
火箭手进攻纳粹齐柏林飞船的镜头是在圣塔克拉利塔的一家名为六旗魔法山的主题公园附近拍摄的，其它的视觉特技部分则是在汉密尔顿空军基地和工业光魔公司位于圣拉斐尔的总部完成。他们制作了一个长3.66米的齐柏林飞船比例模型，并结合类似1938年洛杉矶的照片进行接景拍摄，最终单齐柏林飞船爆炸的一组镜头就耗资40万美元。

### 原声带
| 評論得分   | 評論得分 |
| 來源       | 評分     |
| ---------- | -------- |
| Filmtracks | [ 25 ]   |

《火箭手》的背景音乐由詹姆斯·霍纳创作，其原声带获得了正面评价，并且经常被当作电影的一个优点来提及。原声带由好莱坞唱片发行，包含有近一小时的音乐，其中8段是乐曲，两段是由女演员梅罗拉·哈丁演唱的歌曲。
| 曲序 | 曲目                                                   | 时长 |
| ---- | ------------------------------------------------------ | ---- |
| 1.   | Main Title / Takeoff                                   | 4:30 |
| 2.   | The Flying Circus                                      | 6:30 |
| 3.   | Jenny                                                  | 5:10 |
| 4.   | Begin the Beguine（performed by Melora Hardin）        | 3:36 |
| 5.   | Neville Sinclair's House                               | 7:20 |
| 6.   | Jenny's Rescue                                         | 3:20 |
| 7.   | Rendezvous at Griffith Park Observatory                | 8:10 |
| 8.   | When Your Lover Has Gone（performed by Melora Hardin） | 3:25 |
| 9.   | The Zeppelin                                           | 7:58 |
| 10.  | Rocketeer to the Rescue / End Titles                   | 6:30 |

## 发行

### 宣传
为了给《火箭手》造势，迪士尼与必胜客和M&M's/玛氏糖果达成了商业搭配代言协议。还开发了广泛的电脑游戏产品线，对包括PC在内的多种机型格式提供支持，玩具、海报、交易卡等各项周边商品都配合电影的上映发行。公司单在电视广告一项就花了1900万美元。1991年6月，迪士尼频道播出了一部名为《火箭手：天上的兴奋》的纪录片电视特别节目。同月，一位名叫彼得·大卫的作家根据电影改编，面向成年读者的小说也得以出版，罗恩·方特斯（同样出版了电影改编小说，不过这个版本是为更年轻的读者准备的。
1991年6月19日，《火箭手》在位于好莱坞大道6838号，拥有1100个座位的艾尔·卡皮坦剧院举行了首映式。这也是这里两年来首次举办电影首映式。

### 票房
《火箭手》于1991年6月21日在美国上映，首周在1616家电影院共计收入960万美元，名列票房榜第4位，不及《侠盗王子罗宾汉》、《城市乡巴佬》和《留住有情人》，最后在美国上映的总入账为4670万美元，迪士尼公司对此表示很失望。电影由试金石影业在除美国和加拿大外的其他国家发行，主要试图吸引青少年观众观看。
电影宣传品中迪士尼的标签导致一些观众认为这是一部为儿童准备的电影，因此没有兴趣前往观看。最初使用的装饰风艺术海报也没能吸引观众注意到片中的几位名演员，于是公司重新安排设计了一张包含提摩西·道尔顿、比利·坎贝尔和詹妮弗·康纳利的海报予以替换，但这都没能挽回其商业上的颓势，影片仅在英国的不到250张银幕上映，收入刚刚超过100万英镑。

### 评论分析
火箭手原著作者戴夫·史蒂文斯表示自己对电影的满意度有70%，并对导演乔·庄斯顿给出了高度评价。他回忆道，“这一系列的整体精神仍然完整无缺，后期剪辑中虽然失去了一些好的角色内容，但整体基调仍然没变，仍然和我在漫画时期所力图达成的目标相符。我还认为乔对演员的选择真是太棒了，他并没有找一堆花哨但没用的人。”史蒂文斯觉得比利·坎贝尔不但英俊，而且还与克利夫的形象很相似，是这个角色的完美人选，仿佛就是从漫画书中走出来的幻觉一般。
根据烂蕃茄上收集的57篇专业评论文章，有35篇给出了“新鲜”的正面评价，“新鲜度”为61%，平均得分5.9分（满分10分）。罗杰·艾伯特对影片表示赞赏，指出电影有向1930至1950年代的系列电影作品致敬，而且还称赞了其视觉特技表现。伦纳德·马尔丁认为电影看起来有1930年代的时代感，不过在台词和剧情发展上有些拖沓。《滚石》杂志的彼得·崔維斯也给出了较为正面的评价，“《火箭手》已经不单是这个暑期最好的电影之一了，而且还是那种我们已经不容易再看到的电影魔术”，“是那种让我们感到迷醉（的电影魔术），而不是受到欺辱、感到难以置信。”。
在线评论家詹姆斯·伯拉丁内里认为《火箭手》或许并不完美，但却是将漫画作品搬上银幕的一个绝佳典范。不过《纽约时报》的简妮特·玛丝琳给出的评价褒贬不一。她称《火箭手》构思精巧，制作精良，有吸引观众的演员和精心制作的噱头，“除了个性外应有尽有”。玛丝琳认为电影人将时代背景设置在1938年后更多地关注在装饰风艺术的设计及视觉效果方面，而忽视了故事情节本身的灵感和启发，以致于最后给人的感觉趋于平淡。哈尔·辛森（Hal Hinson）在《华盛顿邮报》上表示他感觉电影有些太过注重保持电影适合合家观赏。《芝加哥读者》的乔纳森·罗森堡认为电影在故事情节和剪辑上没有把握好平衡，他还认为电影中选择性格演员的决定有些过于务实，结果势得其反。

## 荣誉
《火箭手》获得了雨果奖最佳戏剧表现提名和土星奖最佳科幻电影提名，但均不敌《终结者2：审判日》。不过影片获得了土星奖的最佳服装奖，另外詹妮弗·康纳利获得了土星奖最佳女配角提名，肯·拉斯顿也获得了最佳特技效果提名。

## 家用媒体发行
1991至1992年，《火箭手》发行了VHS录像带和镭射影碟，其出租收入达到2318万美元，由詹姆斯·霍纳制作的电影原声带也以音频磁带和CD两种格式发行。1999年8月，华特迪士尼家庭娱乐公司发行了《火箭手》的DVD，其中没有包含特别花絮之类内容，不过1991年发行的镭射影碟中倒是有当年的电影预告片。2011年12月13日，电影于20周年之际发行了蓝光影碟。

## 续集
从制作《火箭手》一开始，原著作者戴夫·史蒂文斯，编剧丹尼·比尔森和保罗·德·梅奥就将其视为是三部曲中的第一部。迪士尼公司也特别希望电影可以成为像《印第安纳·琼斯》那样成功的系列作品。坎贝尔和康纳利都已经签约出演续集，不过坎贝尔签了两部，康纳利只签一部。然而由于电影票房上的失利，拍摄续集的计划也于1991年7月中止。坎贝尔于2008年1月接受MTV新闻采访时表示：“（不幸的是）电影没能赚到迪士尼所希望的那么多钱，而且再加上导演（乔·庄斯坦）和公司之间激烈的关系，导致他们甚至都没有考虑一下（还要不要拍续集）。”
虽然续集仍然遥遥无期，但与许多同类型电影一样，《火箭手》在美国和日本有了许多追随者。一个名为“MEDICOM”的大型玩具制造商于2008年发布了两种根据电影中制作的高30.5厘米的动作玩偶和头盔的复制品。戴夫·史蒂文斯的原著漫画和电影的纪念品仍然有着一定的市场。此外，庄斯坦还因执导本片的经验而得到了导演《美国队长》的机会，该片于2011年上映。
2012年，報導指出，迪士尼正在籌備《火箭手》的重启電影。2016年7月28日，迪士尼重啟《火箭人》的消息獲得證實。據報導，重啟作的片名為《The Rocketeers》（在原作片名末端加上了一個s），劇情主軸和原作相似，但設定在原作背景的6年後，即「重啟續集」（reboot sequel）。
2018年2月27日，迪士尼宣布将开始制作《火箭手》的动画系列剧，预计于2019年在Disney Junior播出。

## 備註
1. ↑  也有資料指出，該片的預算為3500萬美元[3]